# 高井一 (野球)
高井 一（たかい はじめ、1969年10月2日 - ）は、神奈川県平塚市出身の元プロ野球選手（内野手、外野手）。右投両打。父は元近鉄バファローズの内野手の高井準一。

## 来歴・人物
小学2年の時に野球を始める。横浜高校では2年夏に県大会準優勝、投手も兼任、1987年のプロ野球ドラフト会議で阪神タイガースに2位指名を受け入団。スイッチヒッターで、高校時代には両打席本塁打を記録した事もある。プロ入り後は左打席に専念した。
1年目からファームでレギュラーの座を掴む。プロ2年目の1989年に一軍初出場を果たし、翌1990年には66試合に出場し、9月5日は日本タイ記録となっている3者連続三塁打（八木裕、高井、鮎川義文）の2番目の打者として三塁打を放っている。しかし、1991年以降は右手首骨折やヘルニアの影響で一軍出場機会が無く、1994年オフに自由契約になり現役を引退した。実質的にリハビリ中であった最終年に阪神史上初の背番号100をつけた人物でもある。

## 詳細情報

### 年度別打撃成績
| 年 度     | 球 団     | 試 合 | 打 席 | 打 数 | 得 点 | 安 打 | 二 塁 打 | 三 塁 打 | 本 塁 打 | 塁 打 | 打 点 | 盗 塁 | 盗 塁 死 | 犠 打 | 犠 飛 | 四 球 | 敬 遠 | 死 球 | 三 振 | 併 殺 打 | 打 率 | 出 塁 率 | 長 打 率 | O P S |
| --------- | --------- | ----- | ----- | ----- | ----- | ----- | -------- | -------- | -------- | ----- | ----- | ----- | -------- | ----- | ----- | ----- | ----- | ----- | ----- | -------- | ----- | -------- | -------- | ----- |
| 1989      | 阪神      | 12    | 13    | 13    | 0     | 2     | 1        | 0        | 0        | 3     | 1     | 0     | 0        | 0     | 0     | 0     | 0     | 0     | 6     | 0        | .154  | .154     | .231     | .385  |
| 1990      | 阪神      | 66    | 119   | 111   | 12    | 30    | 7        | 1        | 2        | 45    | 17    | 0     | 1        | 1     | 0     | 7     | 0     | 0     | 19    | 1        | .270  | .314     | .405     | .719  |
| 通算：2年 | 通算：2年 | 78    | 132   | 124   | 12    | 32    | 8        | 1        | 2        | 48    | 18    | 0     | 1        | 1     | 0     | 7     | 0     | 0     | 25    | 1        | .258  | .298     | .387     | .685  |

### 記録
- 初出場・初打席：1989年6月30日、対広島東洋カープ11回戦（阪神甲子園球場）、7回裏に嶋田宗彦の代打として出場、紀藤真琴の前に三振
- 初安打：1989年9月9日、対横浜大洋ホエールズ20回戦（阪神甲子園球場）、8回裏に山脇光治の代打として出場、石田文樹から二塁打
- 初先発出場：1989年9月25日、対中日ドラゴンズ22回戦（阪神甲子園球場）、8番・一塁で先発出場
- 初本塁打：1990年9月22日　、対ヤクルトスワローズ24回戦（阪神甲子園球場）、2回裏に宮本賢治からソロ

### 背番号
- 37（1988年 - 1993年）
- 100（1994年）